# 5739 Robertburns
5739 Robertburns eller 1989 WK2 är en asteroid i huvudbältet som upptäcktes den 24 november 1989 av den australiensiske astronomen Robert H. McNaught vid Siding Spring-observatoriet. Den är uppkallad efter den skotske poeten Robert Burns.
Asteroiden har en diameter på ungefär 5 kilometer.